# 州長州立大學
州長州立大學（Governors State University，縮寫：GSU）是位於美國伊利諾伊州大學公園的一所公立大學，由伊利諾伊州州長理查德·B·奧格爾維（Richard B. Ogilvie）成立於1969年。2015年《美國新聞與世界報道》未將其列入排名。

## 外部連結
- GSU Official website
- GSU Campus Map
- The Center for Performing Arts （页面存档备份，存于）
- Nathan Manilow Sculpture Park （页面存档备份，存于）

41°26′55″N 87°43′00″W / 41.448645°N 87.716689°W